# Guerrilla War
Guerrilla War (Guevara в Японии) — видеоигра в жанре беги и стреляй, разработанная компанией SNK в 1987 году. Изначально была выпущена в виде аркадного игрового автомата, впоследствии была портирована на игровую консоль Nintendo Entertainment System и ряд домашних компьютеров.

## Сюжет
Действие игры происходит на неизвестном карибском острове. Два неизвестных солдата сражаются с армией местного диктатора.
В японской версии игры её героями были Че Гевара и Фидель Кастро.

## Игровой процесс
Игровой процесс аналогичен играм Ikari Warriors и Commando. Главным отличием версии для игрового автомата являлось использование вращающихся джойстиков, позволявших выбирать направление стрельбы независимо от направления движения героя.
В начале игры герои вооружены автоматами и гранатами. Они могут собирать пленных, получая очки. При этом пленные могут быть убиты как противниками, так и героями, количество очков при этом уменьшается. Разные призы дают разное оружие — разрывные пули, огнемёт и тому подобное. Также в игре присутствуют танки, которые могут быть использованы игроком.